# Joaquín Piquerez
Joaquín Piquerez Moreira (* 24. August 1998 in Montevideo) ist ein uruguayisch-italienischer Fußballspieler.

## Karriere

### Verein
Er startete seine Karriere beim Defensor SC und ging hier zur Saison 2019 von der U19 in die erste Mannschaft über. Im Sommer 2019 wechselte er dann zu River Plate Montevideo. Diese verließ er aber bereits im Januar 2020 in Richtung Peñarol Montevideo. Im Sommer 2021 wechselte er für eine Ablöse für 3,2 Mio. € von dort nach Brasilien zu Palmeiras São Paulo. Nach dem Sieg in der Staatsmeisterschaft von São Paulo 2022, konnte Piquerez mit Palmeiras im November deren elften nationalen Meistertitel feiern.

### Nationalmannschaft
Sein Debüt in der Uruguayischen Nationalmannschaft hatte er am 2. September 2021 bei einem 1:1 gegen Peru während der Qualifikation für die Weltmeisterschaft 2022. Hier wurde er in der 71. Minute für Matías Viña eingewechselt. Danach kam er auch noch bei weiteren Spielen der Qualifikation zum Einsatz.

## Erfolge
Defensor
- Primera División: 2017 (Apertura)

Palmeiras
- Copa Libertadores: 2021
- Recopa Sudamericana: 2022
- Staatsmeisterschaft von São Paulo: 2022, 2023
- Campeonato Brasileiro de Futebol: 2022, 2023
- Supercopa do Brasil: 2023

## Auszeichnungen
- Prêmio Craque do Brasileirão – Mannschaft des Jahres: 2022[2]
- Bola de Prata – Mannschaft des Jahres: 2022[3], 2023[4]